# Connaissance des temps
La Connaissance des temps est une publication annuelle française d'éphémérides astronomiques des corps principaux du système solaire, fondée en 1679.
Elle est aujourd'hui publiée par l'Institut de mécanique céleste et de calcul des éphémérides de l'Observatoire de Paris, sous la responsabilité du Bureau des longitudes. Depuis 2004, la publication imprimée est complétée de données numériques fournies sur un support CD-Rom.

## Histoire
Il s'agit de la plus ancienne publication de ce genre au monde, publiée sans interruption depuis les premiers jours du mois de mars 1679, après que l'astronome Jean Picard eut obtenu du roi Louis XIV la permission de fonder la revue. Cet ouvrage, créé en 1678 par Joachim d'Alencé, et dont la responsabilité est attribuée au Bureau des longitudes depuis 1795, est donc issu d'une longue lignée historique.

### Auteurs ourédacteurs en chef
- Joachim Dalencé (?-1707)
- Jean Picard (1620-1682)
- Jean Le Fèvre (1650-1706)
- Académie royale des sciences (1701-1793)[3]
  - Jacques Lieutaud (1660-1733)
  - Louis Godin (1704-1760)
  - Giovanni Domenico Maraldi (1709-1788)
  - Joseph Jérôme Lefrançois de Lalande (1732-1807)
  - Edme-Sébastien Jeaurat (1725-1803)
  - Nicole-Reine Lepaute (1723-1788)
  - Pierre Méchain (1744-1804)
- Bureau des longitudes (1795-1996)[4],[5]
  - Pierre Méchain / Jérôme Lalande
  - Johann Karl Burckhardt (1773-1825) / Jean-Baptiste Delambre (1749-1822)
  - Alexis Bouvard (1767-1843)
  - Charles-Louis Largeteau (1791-1857)
  - Paul Auguste Ernest Laugier (1812-1872)
  - Claude-Louis Mathieu (1783-1875)
  - Victor Puiseux (1820-1883)
  - Maurice Loewy (1833-1907)
  - Rodolphe Radau (1835-1911)
  - Octave Callandreau (1852-1904)
  - Marie-Henri Andoyer (1862-1929)
  - Guillaume Bigourdan (1851-1932)
  - Maurice Hamy (1861-1936)
  - Gaston Fayet (1874-1967)
  - André Danjon (1890-1967)
  - Jean Kovalevsky (1929-2018)
  - Bruno Morando (1931-1995)
  - Jean Chapront (1939-2019)
  - Jean-Eudes Arlot ()[6]

L'Institut de mécanique céleste et de calcul des éphémérides (IMCCE, CNRS UMR8028, Observatoire de Paris France) élabore annuellement la Connaissance des Temps depuis 1998.

## Contenu actuel
La Connaissance des temps est destiné aux astronomes, aux professeurs et aux étudiants. Chaque volume a deux parties :
- La première partie donne l'état actuel des connaissances sur les constantes astronomiques fondamentales, les échelles de temps, les systèmes de référence, la rotation de la Terre, les changements de coordonnées, ainsi que les explications nécessaires au calcul des éphémérides. Ces articles sont souvent rédigés par des astronomes illustres.
- La deuxième partie contient, pour l'année en cours, des tables des positions du Soleil, de la Lune, des planètes et des principaux satellites.

Les éphémérides du Soleil, de la Lune, des planètes et de la planète naine Pluton sont issues de la solution INPOP06 (Astronomy & Astrophysics, vol. 477, p. 315-327, 2008). Les éphémérides de la planète naine Cérès et des petits corps Pallas, Junon et Vesta sont issues d'une intégration numérique effectuée à l'IMCCE par l'astronome Patrick Rocher. Les éphémérides des satellites de Mars sont issues du modèle numérique NOE-4-06 (Astronomy & Astrophysics, vol. 465, p. 1075-1084, 2007), les satellites de Jupiter par le modèle numérique L1  (Astronomy & Astrophysics, vol. 427, p. 371-376, 2004), les satellites de Saturne par TASS1.6 (Astronomy & Astrophysics, vol. 297, p. 588, 1995 et Astronomy & Astrophysics, vol. 324, p. 366-380, 1997) et les satellites d'Uranus par le modèle numérique NOE-7-06 (Astronomy & Astrophysics, vol. 456, p. 1173-1179, 2006).